# Alain Marleix

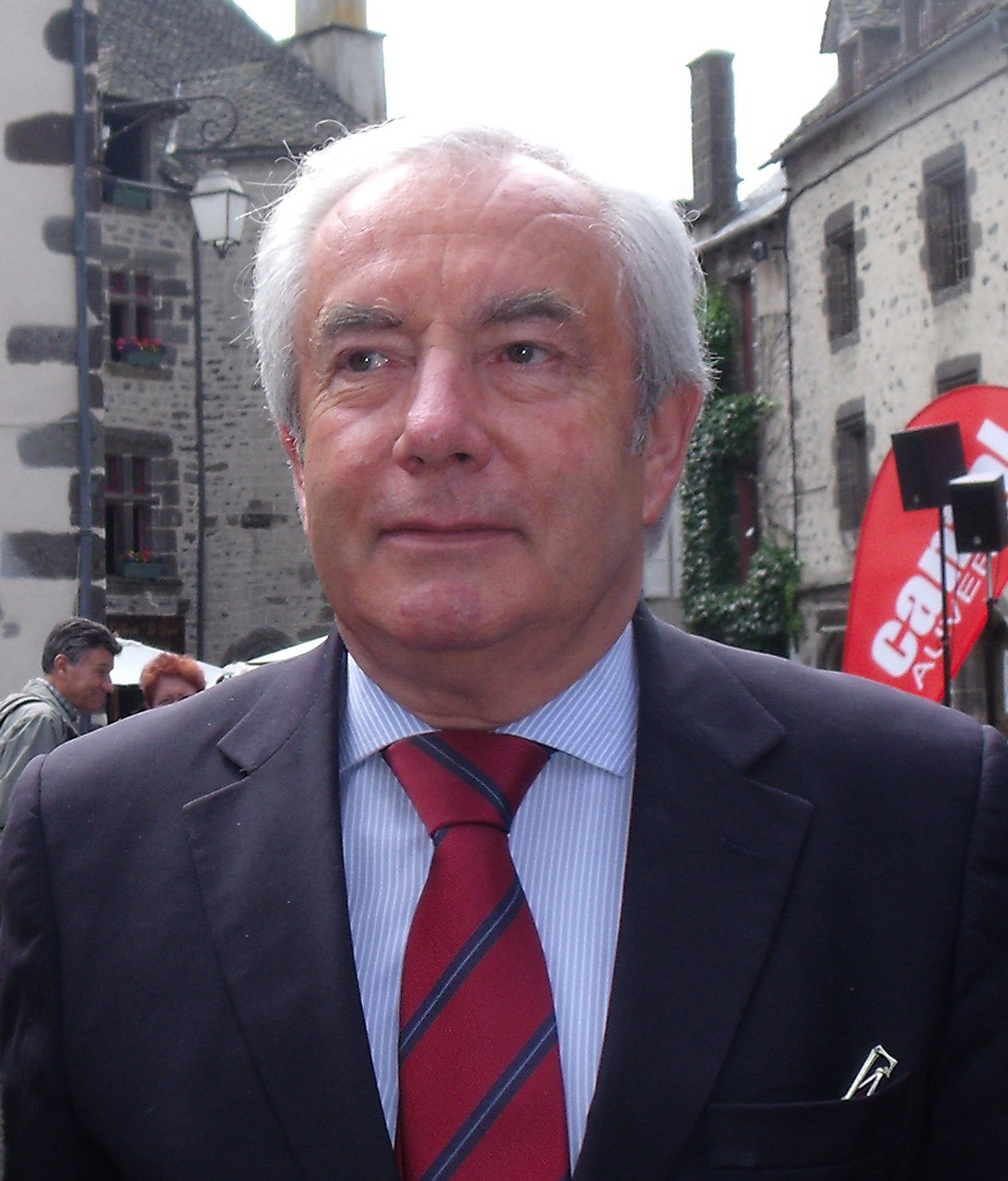
Alain Marleix (2009)

Alain Marleix (ur. 2 stycznia 1946 w Paryżu) – francuski polityk, były eurodeputowany, sekretarz stanu w rządzie François Fillona.

## Życiorys
Absolwent École des hautes études en sciences sociales i École supérieure de journalisme w Lille. Pracował jako dziennikarz we francuskim parlamencie. Zaangażował się w działalność polityczną, przystępując do gaullistowskiego Zgromadzenia na rzecz Republiki. Był doradcą Charles'a Pasqua, ministra spraw wewnętrznych w połowie lat 80.
W latach 1984–1993 sprawował mandat posła do Parlamentu Europejskiego. Zasiadał w Grupie Europejskiego Sojuszu Demokratycznego.
W 1993, 1997, 2002, 2007 i 2012 był wybierany w skład Zgromadzenia Narodowego kolejnych kadencji. Od 1988 wchodził w skład rady departamentu Cantal, w 2015 wybrany do rady regionu Owernia-Rodan-Alpy. W latach 1995–2008 był także merem miejscowości Massiac.
Od 2002 działał w Unii na rzecz Ruchu Ludowego, przekształconej następnie w partię Republikanie. W czerwcu 2007 został sekretarzem stanu ds. kombatantów w rządzie François Fillona. W marcu 2008, po rekonstrukcji gabinetu, powierzono mu stanowisko sekretarza stanu ds. wspólnot terytorialnych przy ministrze spraw wewnętrznych. Z rządu odszedł w listopadzie 2010.